# 1024년

## 연호
- 북송(北宋) 천성(天聖) 2년
- 요(遼) 태평(太平) 4년
- 일본(日本) 지안(治安) 4년 / 만주(万寿) 원년
- 리 왕조(李朝) 투언티엔(順天) 15년

## 기년
- 북송(北宋) 인종(仁宗) 2년
- 요(遼) 성종(聖宗) 43년
- 고려(高麗) 현종(顯宗) 15년
- 리 왕조(李朝) 태조(太祖) 15년

## 사건
- 개경을 확장하여 5부(部) 35방(坊) 314리(里)로 정했다. 또한 그 동안 폐지되었던 연등회와 팔관회를 부활시켰으며, 최초로 문묘종사(文廟從祀)의 선례를 만들었다.

## 사망
- 고려의 문신 최항
- 7월 13일 - 신성로마제국의 하인리히 2세, 신성 로마 제국 황제로서 오토 왕가의 다번째이자 마지막 왕.